# Château de Séréac
Le château de Séréac (XVe, XVIIe et XVIIIe siècles) est un château situé dans le département du Morbihan, à l'est de Muzillac.
Très endommagé à la Révolution, il reste un corps de logis du XVIIIe siècle, accolé à une tour ronde du XVe siècle.